# Šmrika
Šmrika  (olaszul: Smevica) falu Horvátországban, Tengermellék-Hegyvidék megyében. Közigazgatásilag Kraljevicához tartozik.

## Fekvése
Fiumétól 15 km-re, községközpontjától 3 km-re délkeletre a Kraljevicából Crikvenica felé haladó Adria-parti főút mellett fekszik. A településen áthalad a Bakari-öböl és a Hreljin irányába elágazó út. A legközelebbi strand a Črišnjeva, mely egyúttal kis kikötő is. A Črišnjeva a Krki-híd-tól keletre található és egykor a híd megépülése előtt kompkikötőként is szolgált. Kissé odébb kisebb, csak gyalog megközelíthető öblök a Dumboka és a Marenska találhatók, melyek ennek köszönhetően jól megőrizték szépségüket.

## Története
Területe a középkorban a Frangepánok vinodoli hercegségéhez tartozott, később a Zrínyiek birtoka volt. Maga a település viszonylag fiatal, gazdasági élete és hagyományai szorosan kötődnek a tengerhez. Lakói főként halászatból, szállítási munkákból éltek. A 19. század végén és a 20. század elején Šmrikán tizenhárom hajó és bárka volt, melyek tengeri homokot és köveket szállítottak. A köveken és a hasadékokban feltűnően sok tüskés vörös tűboróka (horvátul: bodljikava šmrika), egy a ciprusfélék családjába tartozó örökzöld növényfaj nőtt, melyről valószínűleg a település is a nevét kapta. A település iskolája több mint 110 éves, itt olvasóterem és könyvtár is található. 1857-ben 696, 1910-ben 741 lakosa volt. A trianoni békeszerződésig Modrus-Fiume vármegye Sušaki járásához tartozott. Plébániáját 1940-ben alapították. 2011-ben 985-en lakták.

## Lakosság

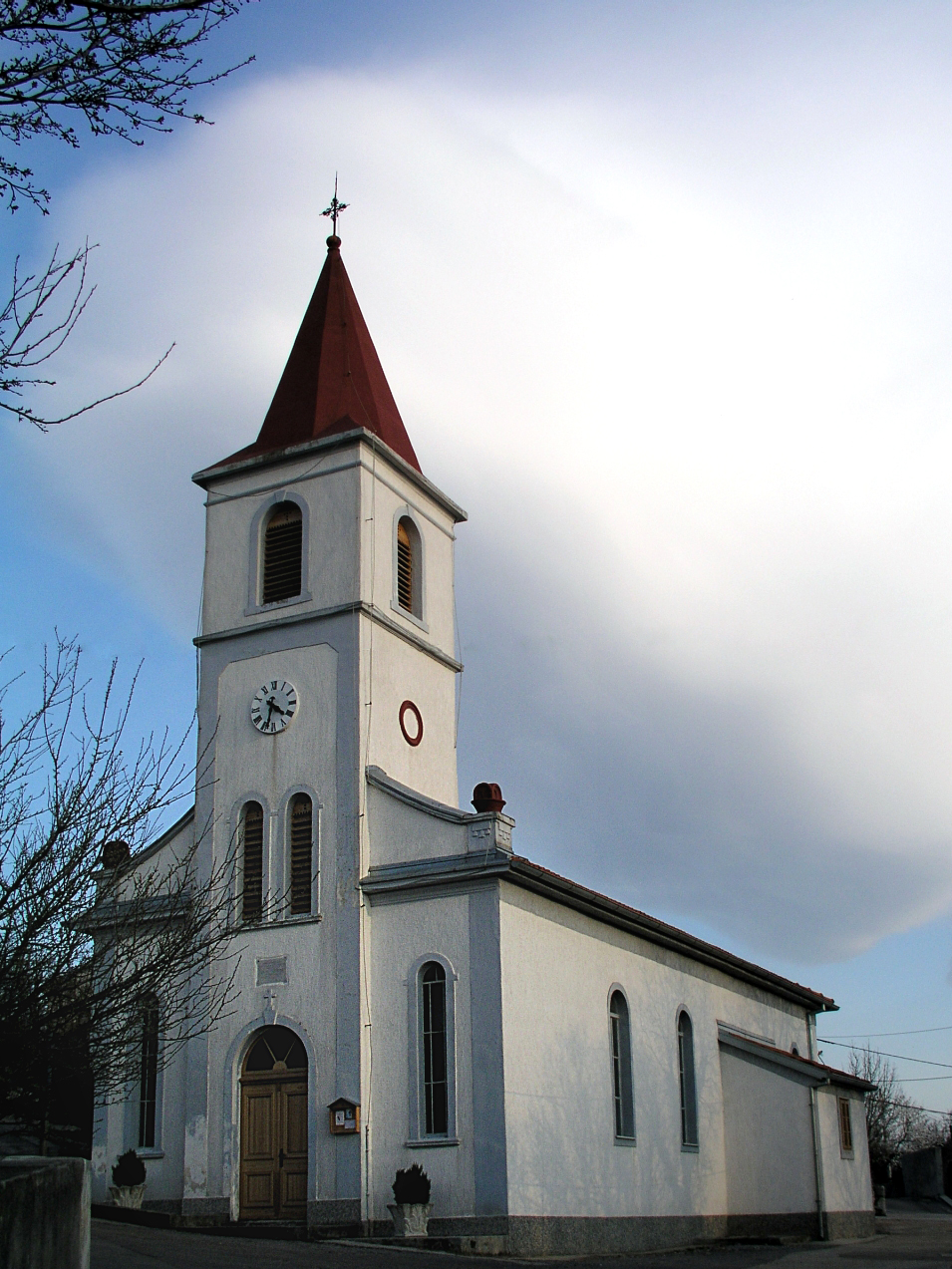
A Szent Antal plébániatemplom

| Lakosság változása | Lakosság változása | Lakosság változása | Lakosság változása | Lakosság változása | Lakosság változása | Lakosság változása | Lakosság változása | Lakosság változása | Lakosság változása | Lakosság változása | Lakosság változása | Lakosság változása | Lakosság változása | Lakosság változása | Lakosság változása |
| ------------------ | ------------------ | ------------------ | ------------------ | ------------------ | ------------------ | ------------------ | ------------------ | ------------------ | ------------------ | ------------------ | ------------------ | ------------------ | ------------------ | ------------------ | ------------------ |
| 1857               | 1869               | 1880               | 1890               | 1900               | 1910               | 1921               | 1931               | 1948               | 1953               | 1961               | 1971               | 1981               | 1991               | 2001               | 2011               |
| 696                | 671                | 569                | 585                | 720                | 741                | 757                | 644                | 582                | 565                | 555                | 575                | 647                | 758                | 894                | 985                |

## Nevezetességei
Remete Szent Antal tiszteletére szentelt temploma a 19. század elején épült. 1940-től plébániatemplom.

## Kultúra
A településen helyi hagyományőrző egyesület működik. Nagy hagyományai vannak itt a farsangi jelmezes felvonulásnak. A šmrikai jelmezesek minden évben részt vesznek a Fiumei karneválon, de több olyan karneválra (Zengg, Crikvenica, Novi Vinodolski) is elmennek ahol a jelmezes felvonulásnak hagyományai vannak. Húshagyókedden hagyománya van a gonosz lelkek kiűzésének is, amikor elítélik és elégetik a farsangot jelképező bábut.